# Mamadou Cisse
Mamadou Cisse (Fria, 2 giugno 1986) è un ex nuotatore guineano, specializzato nello stile libero.

## Biografia
Rappresentò la Guinea ai Giochi olimpici estivi di Pechino 2008, dove ottenne l'89º tempo nelle batterie dei 50 m stile libero e fu eliminato.